# Comuna Kuhari, Ivankiv
Kuhari (în ucraineană Кухарі) este o comună în raionul Ivankiv, regiunea Kiev, Ucraina, formată din satele Iahnivka, Kuhari (reședința) și Pidhaine.

## Demografie
Componența lingvistică a comunei Kuhari
     Ucraineană (97,08%)
     Rusă (1,92%)
     Alte limbi (0,82%)
Conform recensământului din 2001, majoritatea populației comunei Kuhari era vorbitoare de ucraineană (97,08%), existând în minoritate și vorbitori de rusă (1,92%).